# Gabourey Sidibe
Gabourey Sidibe, född 6 maj 1983 i Bedford-Stuyvesant i Brooklyn i New York, är en amerikansk skådespelare. Hon fick sitt genombrott genom sin långfilmsdebut i dramat Precious där hon spelade huvudrollen som Precious Jones. För denna roll blev hon nominerad till en Oscar i kategorin Bästa kvinnliga huvudroll samt vid Golden Globe Award.

## Rollista i urval
- 2009 – Precious
- 2010–2013 – The Big C (TV-serie)
- 2011 – Tower Heist
- 2013 – American Horror Story: Coven (TV-serie)
- 2014 – White Bird In a Blizzard
- 2015 – Empire (TV-serie)
- 2020 – Antebellum